# Il filosofo inglese
Il filosofo inglese è un'opera teatrale in cinque atti in versi martelliani di Carlo Goldoni scritta nel 1754 e rappresentate per la prima volta a Venezia durante il Carnevale di quell'anno con grande successo di pubblico e molte repliche.
In questo lavoro, il geniale autore veneziano sperimenta per la prima volta la rappresentazione contemporanea sul palco di diverse azioni sceniche (fino a cinque). A chi l'accusò di scarsa originalità in quanto tale espediente teatrale era già stato adottato dal commediografo della corte napoletana dell'epoca Domenico Barone marchese di Liveri, rispose: La Scena è stabile, ma in una sola scena vi si ritrovano cinque scene, e in cinque differenti luoghi si fa l'azione nel medesimo tempo, e molti parlano di varie cose fra loro opposte senza che uno disturbi l'altro; ma vi è la ragione per quei che parlano e per quei che tacciono. Questa scena, e questo modo diverso di condurre gli attori, mi ha costato molta fatica. So che in Napoli l'erudito Cavaliere Baron di Liveri varie Commedie ha composte per divertimento di quel Sovrano, condotte con queste azioni duplicate, triplicate, e quadruplicate in scena, ma io non ho avuto la fortuna di vederle rappresentare, perché a Napoli non sono stato ancora; ho letto le opere sue, ma non è sì facile dalla lettura venirne in chiaro, dipendendo tutto dalla istruzione agli Attori, in che suol egli divertirsi parecchi mesi per una sola Commedia, e riescono poi le più graziose cose del mondo. Io non vo' darmi il merito di aver pensato il primo ad un tal gioco di scena, ma dico bene che l'eseguirlo senza confusioni, e con poche prove, come da noi si pratica, è un impegno che fa sudare; e poi è forse l'ultima cosa che l'uditore conosca. Niuno mi ha detto bravo per questo, ed io me l'aspettava con tanto piacere. Lettor carissimo, in grazia di questa mia confessione, dimmi tu bravo, che tu sia benedetto..

## Trama
Londra. Jacobbe Monduill è un filosofo stimato da tutti, ma a causa di alcune malignità riportate in giro verrà minacciato di morte da Wambert, convinto di essere stato ingannato. Jacobbe, intrepido, risponde, ragiona e fa arrossire il giovane lord che restituirà al filosofo tutta la stima e l'amicizia.

## Poetica
Giuseppe Ortolani, secondo il quale dietro il filosofo inglese l'autore adombra sé stesso, sostiene che la commedia conserva un certo valore storico per le critiche di cui fu fatta oggetto da parte del poeta dialettale Giorgio Baffo, a cui Goldoni rispose nella prefazione per l'edizione a stampa: Una persona rispettabile per ogni riguardo, si prese il piacere di criticarla, né potea far cosa per me più onorevole, poiché quantunque egli si protestasse benignamente averlo fatto per bizzarria di spirito, i suoi versi hanno eccitato un sì gran numero di difensori, che delle loro composizioni a favore del mio Filosofo potrebbe farsi un volume. Può essere che un dì si stampino, e faranno onore a me ed alle illustri penne che si sono per ciò adoperate. Due erano i punti principali della graziosa Critica. Il primo fondato sopra i due impostori, l'Argentiere ed il Calzolaio, sull'immaginazione ch'io avessi inteso di rappresentare due Quacheri, e di ciò sta la mia giustificazione nella lettera precedente, e nell'annotazione al nome degli Attori. Anche senza di questo, si sa comunemente che in ogni Religione, in ogni Corpo, in ogni Comunità, vi sono i buoni e i cattivi, onde se i due impostori della Commedia fossero effettivamente due Quacheri, sarebbero stati di quei cattivi, da' quali non può essere oscurata la fama degli onorati, ma la cosa sta come ho detto, e la questione è finita. L'altro articolo della Critica si appoggiava all'azione forte del mio Filosofo verso la fine dell'atto quarto, ove trasportato il Milord da un eccesso di collera sino a minacciarlo colla spada, mostra il Filosofo la sua intrepidezza di animo, avanzandosi senza timore e senza difesa, con un tuono di voce sì fiero, e con parole sì veementi e pesate, che imprime nel cuore del giovine Milord la trepidazione e il rispetto. Ad un tale obbietto hanno risposto sì dottamente i miei difensori, che io non potrei dire se non quello fu da essi già detto; hanno veramente fatta l'anatomia del cuore umano; hanno esaminata per ogni verso la passione del Milord e del Filosofo, ed hanno provato che ambidue non potevano operare diversamente. Che aveva a fare il Filosofo? Fuggir vilmente? Difendersi col bastone? Chiamar aiuto? No, doveva valersi della filosofia, e questa gli suggerì sul momento la stima ed il rispetto che aveva Milord della sua riputazione, gli suggerì che un momento irragionevole poteva esser corretto da un raggio sollecito di ragione, ed aiutò le parole collo strepito della voce, il che per ragion fisica può introdurre un subito turbamento nella macchina dell'assalitore ed arrestarlo per un momento, sicché l'altro se ne approfitti e incalzi la forza dell'invettiva. Abbiamo un caso simile nella vita di Molière scritta da Mons. Grimarest. Molière levò dalla compagnia di una donna Comica il celebre Mons. Baron, per averlo nella sua truppa. La femmina disperata per sì gran perdita andò alla casa di Molière, entrò nella di lui camera; dopo averlo pregato invano, lo caricò di rimproveri e finalmente cacciò una pistola per ammazzarlo. Egli era a sedere, non fece che alzarsi, e caricando imperiosamente la voce, con un solo rimprovero gli riuscì disarmarla e di farla piangere. Non si difese, non chiamò gente, non si avventò contro dell'inimica; Molière era filosofo, conosceva i cuori umani, e il forte e il debole delle passioni; l'intrepidezza avvilisce gli animi trasportati, ed ecco il caso del mio Filosofo.